# Les Cantos d'Hypérion
Les Cantos d'Hypérion (titre original : The Hyperion Cantos) est un cycle de science-fiction écrit par Dan Simmons, qui s'inscrit dans la catégorie du space opera. Ce cycle regroupe quatre romans : Hypérion (Hyperion, 1989), La Chute d'Hypérion (The Fall of Hyperion, 1990), Endymion (Endymion, 1995) et L'Éveil d'Endymion (The Rise of Endymion, 1997). Il est complété par deux nouvelles : Les orphelins de l'hélice et La mort du centaure. 
Le cycle d'Hypérion est parfois divisé en deux parties : 
- Les Cantos d'Hypérion pour les deux premiers romans (Hypérion et La Chute d'Hypérion) ;
- Les Voyages d'Endymion pour les deux autres (Endymion et L'Éveil d'Endymion).

Les Cantos d'Hypérion (ou Chants d'Hypérion) racontent en quatre volets l'histoire d'une humanité en danger dont le sort se joue sur la planète Hypérion. Les deux premières parties, Hypérion et La Chute d'Hypérion décrivent la lente préparation du cataclysme qui doit ouvrir la voie à une nouvelle ère de l'humanité, tandis que les deux derniers volumes, Endymion et L'Éveil d'Endymion, envisagent le renouveau d'une civilisation empreinte de religiosité.

## Un cycle: quatre romans

### Hypérion

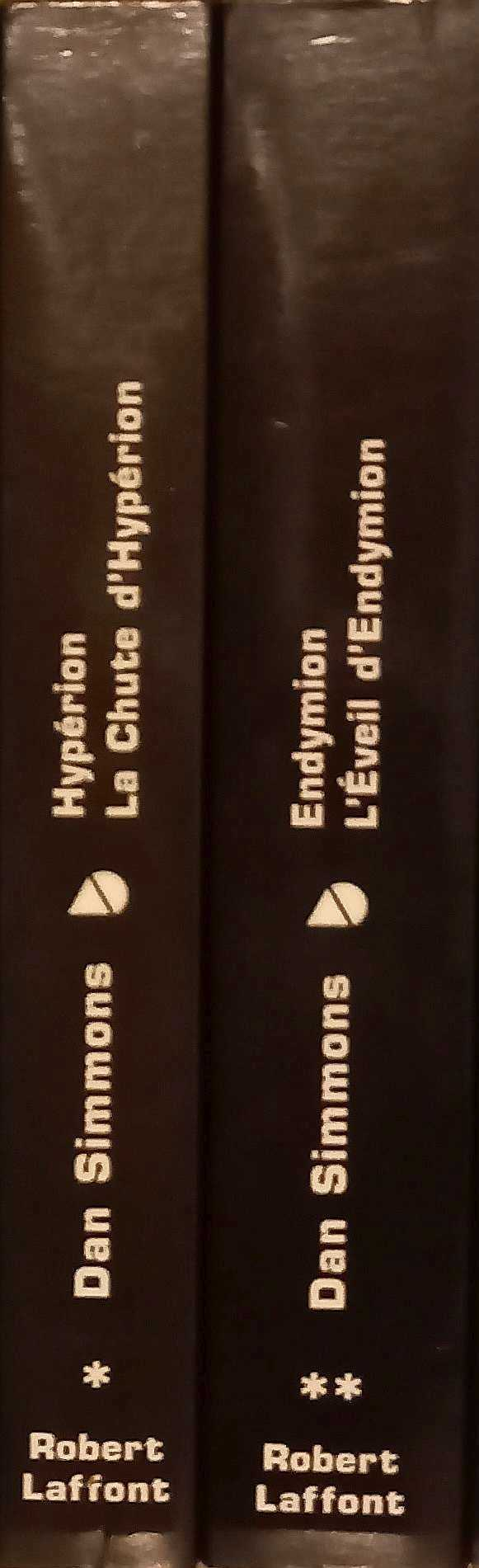
Saga Hypérion - Endymion chez Robert Laffont.

Hypérion est le premier roman du cycle. Il possède une structure narrative similaire aux Contes de Canterbury de Geoffrey Chaucer. L'histoire retrace l'épopée d'un groupe de voyageurs envoyés en pèlerinage vers les Tombeaux du temps sur la planète Hypérion. Ces voyageurs ont été envoyés par l'Église gritchtèque et l'Hégémonie (le gouvernement interplanétaire des humains) afin de rencontrer le Gritche, qui protège le site des Tombeaux du temps,,. Au fur et à mesure du périple du groupe, chaque pèlerin livre son histoire.

### La Chute d'Hypérion
Ce livre conclut l'histoire commencée au début d'Hypérion. La structure narrative du premier volet est abandonnée au profit d'une structure narrative chronologique plus conventionnelle.

### Endymion
L'histoire commence 272 ans après les évènements relatés dans les deux premiers romans. Quelques personnages restent présents (entre autres Martin Silenus, le père Hoyt, et l'androïde A. Bettik), tandis qu'apparaissent de nouveaux protagonistes. Le roman Endymion introduit le personnage de Raul Endymion, un ancien berger devenu soldat puis reconverti en guide pour chasseurs. Sa mission principale devient celle de sauver et de protéger Aenea (Enée), fille de l'ancienne pèlerin Brawne Lamia, qui est aussi un messie venu des temps passés.

### L'Éveil d'Endymion
Le dernier roman des Cantos termine l'histoire commencée dans Endymion. Raul, en se rapprochant d'Aenea, découvre son secret, sa destinée et l'implication de son existence pour les organisations religieuses.

### Nouvelles complémentaires
Le cycle des quatre romans s'accompagne de deux nouvelles : La mort du centaure (première édition américaine en 1990) et Les orphelins de l'hélice (première édition américaine en 1999).

## Conception, publication et accueil de l’œuvre

### Développement de l’œuvre
La création de l'univers d'Hypérion prend son origine alors que son auteur Dan Simmons est enseignant en école élémentaire et qu'il narre par intervalle un conte à ses élèves : la nouvelle La mort du centaure en relate le contenu. Par la suite, la nouvelle Remembering Siri (Je me souviens de Siri) s'en inspire, formant un cœur pour la création du cycle des Cantos d'Hypérion. L'ouvrage Hypérion paraît aux États-Unis en 1989, suivi de La Chute d'Hypérion en 1990 ; Endymion paraît en 1996, puis L'éveil d'Endymion en 1997. La nouvelle Les orphelins de l'hélice est publiée après les quatre romans, auxquels elle fait suite.
Initialement, Les Cantos d'Hypérion paraissent comme un roman en deux volumes (Hypérion et La Chute d'Hypérion), publiés séparément pour des questions de longueur. L'auteur souligne ultérieurement que les quatre romans de l'univers d'Hypérion composent deux longs récits mutuellement dépendants, mais publiés en deux couples de deux livres (d'une part ceux d'Hypérion, d'autre part ceux d'Endymion) du fait de leur longueur.

### Influences
Dès les deux premiers tomes des Cantos d'Hypérion, l’œuvre est vue comme une composition tirant partie de tous les genres et idées de la science-fiction existant jusque-là. Il en est ainsi, par exemple, du space opera, de l'entropie, du voyage temporel ou de l'écologie, ou de l'idée plus récente des intelligences artificielles dirigeant certains aspects du monde, en vogue dans les années 1980.
L'ensemble du cycle utilise intensivement des références littéraires et culturelles —ainsi que des allusions — à des penseurs variés tels Pierre Teilhard de Chardin, John Muir et Norbert Wiener, mais aussi aux poèmes du romantique John Keats, à la mythologie nordique et au moine Ummon. Selon, Gerald Jonas, journaliste au New York Times en 1990, les deux premiers tomes ont de nombreuses références aux grands auteurs tels que Geoffrey Chaucer, Milton et William Butler Yeats. Des références à l'auteur Jack Vance se trouvent aussi dans le cycle.
John Keats est toutefois une figure essentielle parmi les références d'Hypérion et La Chute d'Hypérion, qui lui empruntent des noms de poèmes ; dans ceux-ci, John Keats écrit sur le remplacement des Titans mythiques par les divinités olympiennes de la Grèce antique,.
La trame du récit d'Hypérion reprend le système mis en place par Geoffrey Chaucer dans ses Contes de Canterbury : le roman de Dan Simmons est composé par les différents récits des pèlerins, qui se les révèlent au cours de leur périple vers et sur la planète Hypérion. Chaque récit de pèlerin fait lui-même référence à un procédé différent de narration de science-fiction, l'unité étant formée par le contexte et la mission auxquels sont confrontés les pèlerins. La quête menant à un être particulier — ici, le Gritche — qui pourrait exaucer un souhait — sur Hypérion, une rédemption — renvoie également au Magicien d'Oz de Lyman Frank Baum.
Concernant les éléments technologiques, l'auteur reconnaît avoir été inspiré d'éléments de l’œuvre Out of Control: The New Biology of Machines, Social Systems, and the Economic World (Hors de contrôle : la nouvelle biologie des machines, des systèmes sociaux et du monde économique) (1992) de Kevin Kelly[réf. nécessaire].

## Thèmes abordés
Les Cantos d'Hypérion abordent de nombreux thèmes. Parmi ceux-ci, se trouvent des réflexions sur la religion, avec notamment deux premiers tomes marqués par le désir de rédemption des pèlerins, mais aussi d'autres dans les deux tomes suivants. La politique, la technologie et la psychologie sont également des sujets de réflexion importants dans cette œuvre.

## Situation dans l'œuvre de l'auteur
La production littéraire de Dan Simmons aborde des genres aussi variés que le fantastique, l'horreur ou le polar, et l'auteur américain se considère lui-même comme un « auteur de science-fiction occasionnel ». Pourtant, la science-fiction (SF) occupe une place à part dans sa bibliographie : d'abord parce que ses premiers récits — publiés en 1982 — sont des nouvelles de SF qui paraissent dans des magazines spécialisés, ensuite parce que c'est avec les Cantos d'Hypérion — commencés sept ans plus tard — qu'il obtient les plus nombreux prix littéraires de sa carrière : six nominations et trois prix pour Hypérion, six nominations et quatre prix pour La Chute d'Hypérion, enfin deux nominations et un prix pour L'Éveil d'Endymion.

## Univers desCantos d'Hypérion

### Cadre spatial et temporel
Les Cantos d'Hypérion se déroulent dans un univers tel que le nôtre mais plusieurs siècles dans le futur par rapport à nous. 272 ans séparent les deux grands récits (les deux premiers tomes d'une part, les deux derniers d'autre part).
La planète Hypérion, lieu majeur dans les deux premiers tomes, ressemble à la Terre et accueille les Tombeaux du Temps. Ces derniers sont des constructions monumentales, d'origine inconnue ; le Gritche semble y être lié.